# Traversée de la Manche à la nage

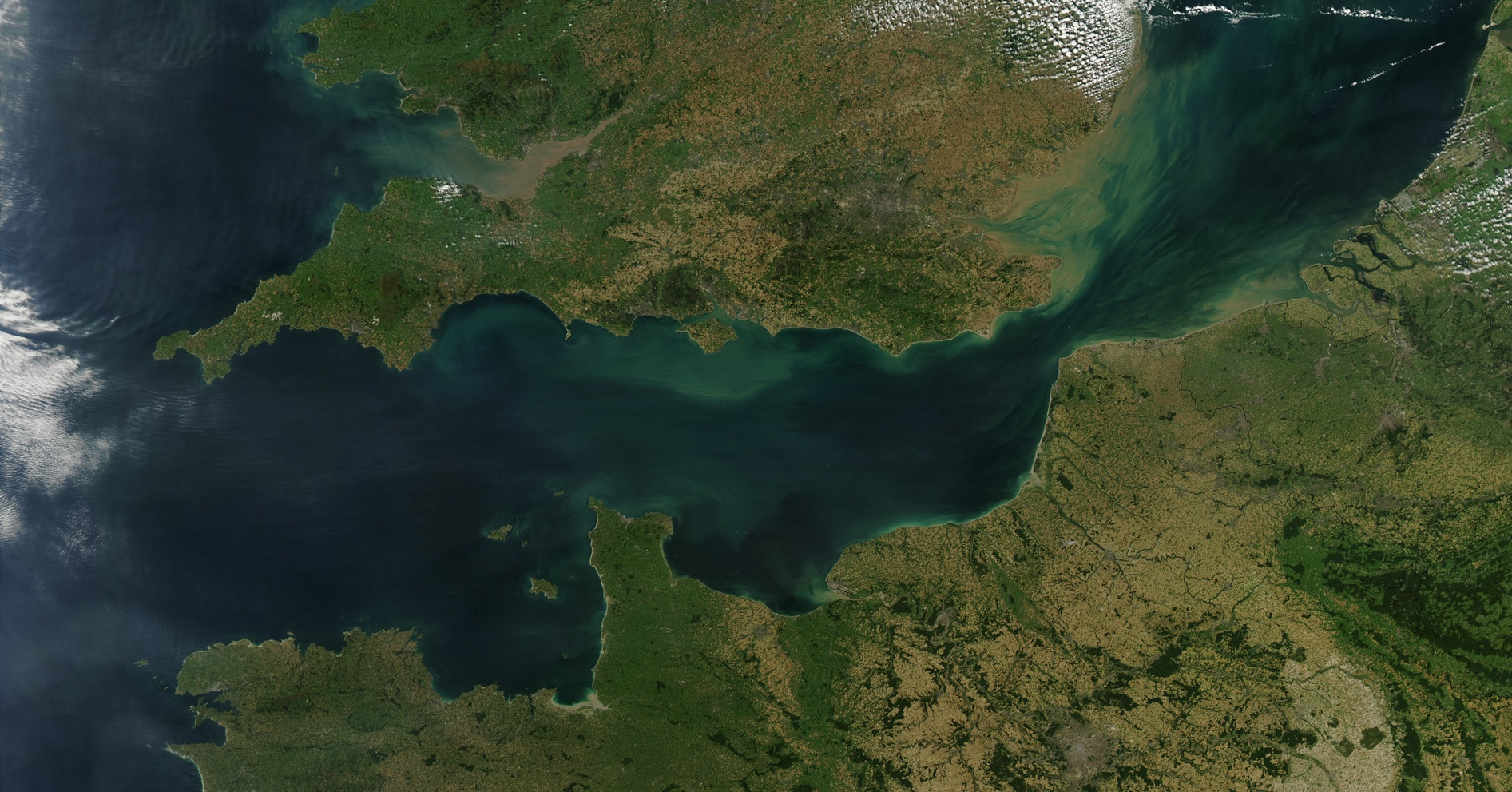
La Manche vue par satellite.

La traversée de la Manche à la nage est une épreuve de nage en eau libre qui consiste à traverser la Manche, généralement au Détroit de Douvres (Pas-De-Calais).
Les courants, les méduses, la navigation, la pollution, les conditions météorologiques et la froideur de l'eau lui valent son surnom de l'« Everest de la natation ».
Le record masculin de la durée de traversée est détenu depuis le 8 septembre 2023 par l'Allemand Andreas Waschburger en 6 h 45 min.
Le record féminin de la durée de traversée est détenu depuis 2006 par la Tchèque Yvetta Hlaváčová (en) en 7 h 25 min.

## Histoire

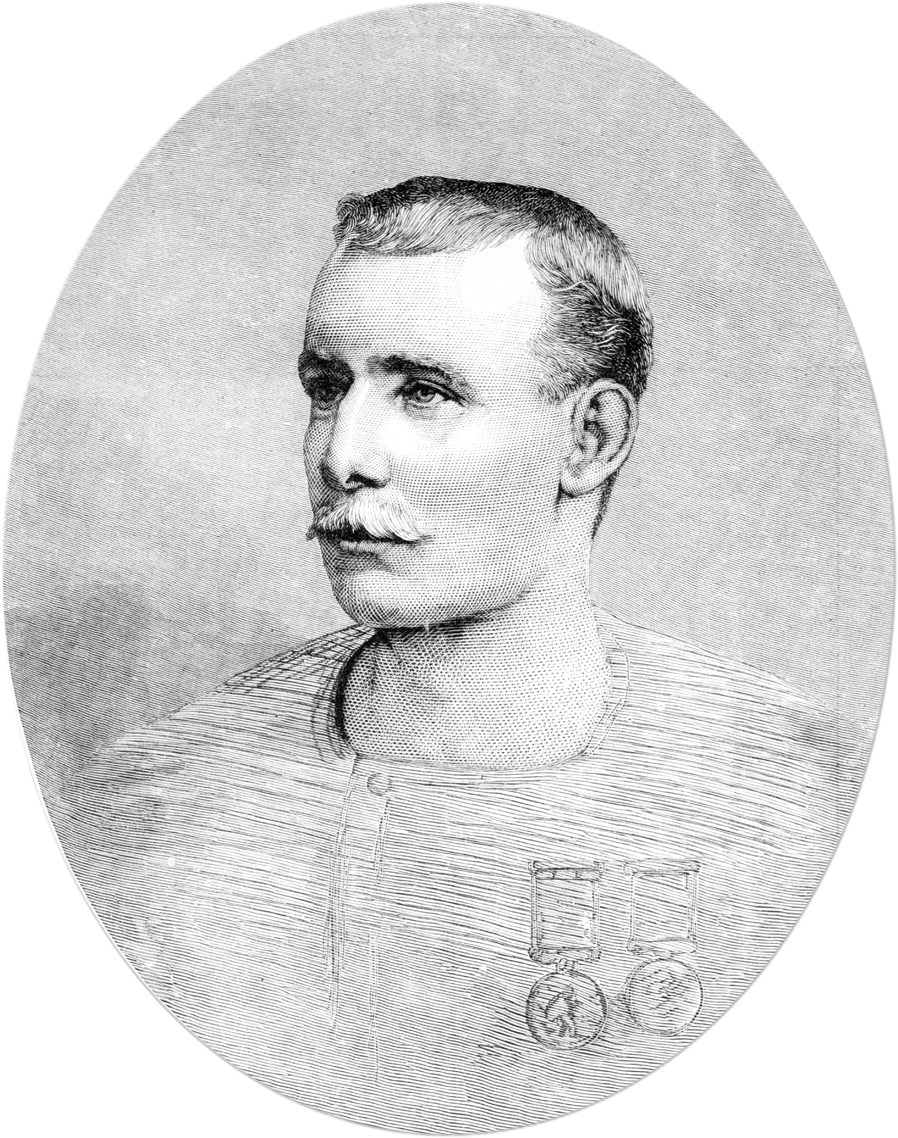
Le capitaine britannique Matthew Webb.

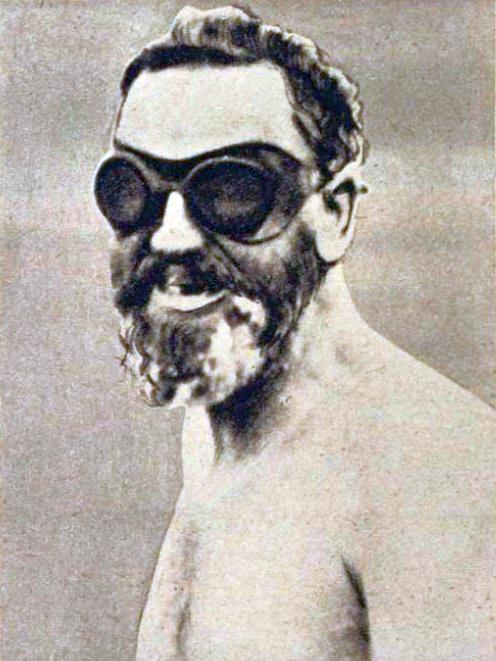
Le Britannique Bill Burgess et ses lunettes de motard.

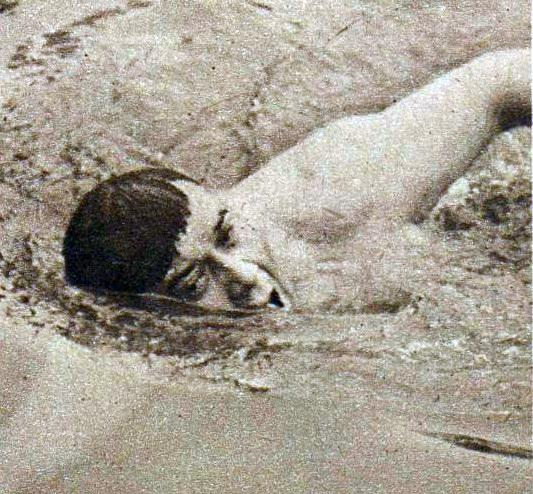
Georges Michel, premier Français à traverser la Manche en 1926.

Le Britannique Matthew Webb effectua la toute première traversée de la Manche à la nage les 24 et 25 août 1875, en 21 h 45 min.
Le dossiste américain Davis Dalton aurait réussi la traversée du Cap Gris-nez à Folkestone les 16 et 17 août 1890 mais sa performance est controversée.
Le Britannique Bill Burgess, à sa 16e tentative, fut le numéro 2 sur la liste officielle des vainqueurs du détroit, 36 ans après son compatriote Matthew Webb, le 6 septembre 1911, en 23 h 40 min.
L'Américain Harry F. Sullivan (en) fut le troisième homme, entre le 5 et le 6 août 1923 en 27 h 23 min, à son septième essai.
L'Italo-Argentin Enrico Tiraboschi (en) effectua la première traversée de la Manche dans le sens France-Angleterre le 12 août 1923, en 16 h 23 min.
L'Américain Charles Toth (en) réussit à son tour du 8 au 9 septembre 1923, dans le sens cap Gris-Nez - Douvres, en 16 h 54 min.
L'Américaine Gertrude Ederle fut quant à elle la première femme à effectuer la traversée le 6 août 1926 en 14 h 39 min, 26 ans après la premiere tentative de Walpurga von Isacescu.
Le boulanger Georges Michel, le 9 et 10 septembre 1926, accomplit le trajet en 11 h 5 min. Il est le premier Français à réussir la traversée.
En août 1939, juste avant le début de la Seconde Guerre mondiale, Sally Bauer devient la première scandinave à effectuer la traversée.
En juillet 1947 un groupe de 32 routiers des Scouts de France traverse le détroit. Ils sont encadrés par des bâtiments de la Marine nationale française. L'opération eut lieu dans le cadre du Jamboree de Moisson.
L'Américaine Florence Chadwick est la première femme à traverser en 1950 puis en 1951 la Manche, dans chacun des sens.
La Britannique Alison Streeter, surnommée la « Reine de la Manche », l'a effectuée 43 fois, plus que quiconque au monde.
Certaines traversées ont toutefois fini tragiquement, mais les drames sont rares par rapport au nombre de réussites : on comptait ainsi moins de 10 décès entre 1875 et 2013.
Entre la première traversée en 1875 et la fin de l'année 2016, 1 729 nageurs sont parvenus à traverser la Manche en solitaire, portant ainsi le nombre total de traversées à 2 257 unités. Par ailleurs, il y a eu environ 1 500 traversées effectuées sous forme de relais.

## Distance
La distance minimale théorique est de 21 milles (un peu moins de 34 km) entre Douvres (Angleterre) et Wissant (France). Cette longueur peut considérablement s'allonger du fait de la dérive secondaire due aux marées et les courants.

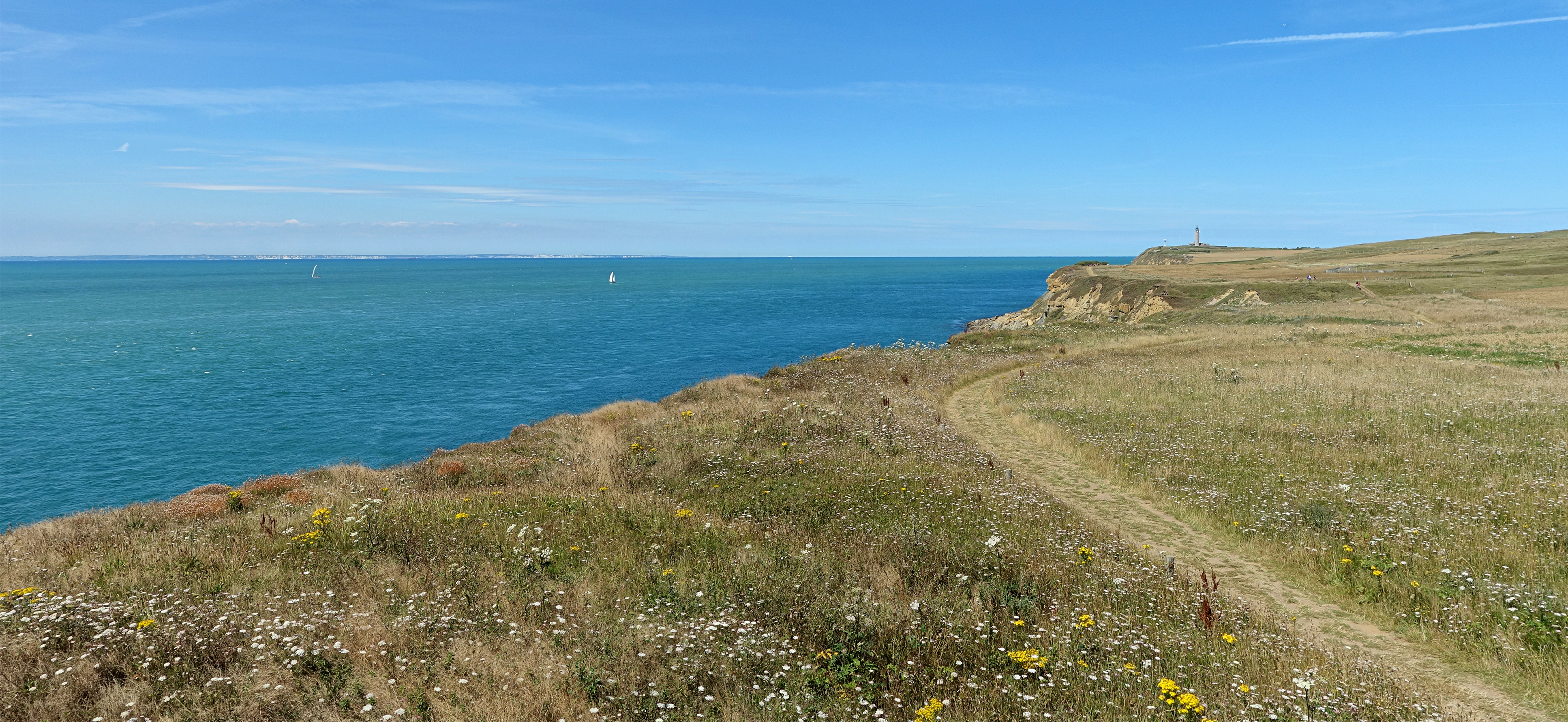
Le cap Gris-Nez et les côtes anglaises.

## Règlement
Les traversées peuvent se faire soit en solitaire soit en relais.
Avant toute tentative de traversée, une nage qualificative est demandée par les associations. Les aspirants doivent nager, en maillot, un minimum de 6 heures dans une eau à moins de 16 degrés Celsius pour les traversées en solitaire et un minimum de 2 heures pour les traversées en relais.
La traversée s'effectue de Shakespeare Beach ou Samphire Hoe (à côté du port de Douvres en Angleterre) au Cap Gris-Nez (à Audinghen en France). Les traversées dans le sens France-Angleterre ne sont plus autorisées depuis 1999.
Trois associations autorisent les traversées des nageurs depuis l'Angleterre vers la France : le CSA (Channel Swimming Association), le CS&PF (Channel Swimming & Piloting Federation) et la CCA (Channel Crossing Association). Elles sont également chargées de valider les traversées à l'aide d'observateurs présents sur les bateaux d'accompagnement. Le CSA et le CS&PF adhèrent à des règles très similaires :
- équipement autorisé pour le nageur : maillot de bain classique, un bonnet en latex ou silicone, une paire de lunettes, graisse, crème solaire, source lumineuse chimique ou électronique pour la nage de nuit ;
- le nageur doit être entièrement hors de l'eau au départ comme à l'arrivée ;
- interdiction d'entrer en contact physique avec le bateau d'accompagnement ou ses membres d'équipage.

La CCA accompagne les traversées en combinaison.

## Records
Le 17 septembre 2019, Sarah Thomas, une Américaine de 37 ans, en rémission d’un cancer du sein, est devenue la première personne à avoir traversé la Manche à la nage quatre fois d’affilée, une performance de 54 heures. La nageuse a effectué deux allers-retours entre Douvres et le cap Gris-Nez, situé près de Boulogne-sur-Mer, dans le Pas-de-Calais avec des pauses de 10 minutes entre chaque traversée.
| Catégorie                    | Pays               | Nageur/euse           | Temps       | Année |
| ---------------------------- | ------------------ | --------------------- | ----------- | ----- |
| Hommes                       | Allemagne          | Andreas Waschburger   | 6 h 45 min  | 2023  |
| Hommes (double traversée)    | Nouvelle-Zélande   | Philip Rush           | 16 h 10 min | 1987  |
| Hommes (triple traversée)    | Nouvelle-Zélande   | Philip Rush           | 28 h 21 min | 1987  |
| Femmes                       | République tchèque | Yvetta Hlaváčová (en) | 7 h 25 min  | 2006  |
| Femmes (double traversée)    | Australie          | Susie Maroney         | 17 h 14 min | 1991  |
| Femmes (triple traversée)    | Royaume-Uni        | Alison Streeter       | 34 h 40 min | 1990  |
| Femmes (quadruple traversée) | États-Unis         | Sarah Thomas          | 54 h        | 2019  |

| Catégorie                    | Pays             | Nageur/euse      | Traversée(s) |
| ---------------------------- | ---------------- | ---------------- | ------------ |
| Hommes                       | Royaume-Uni      | Kevin Murphy     | 34           |
| Hommes (double traversée)    | Royaume-Uni      | Kevin Murphy     | 3            |
| Hommes (double traversée)    | Australie        | Stuart Johnson   | 3            |
| Hommes (triple traversée)    | États-Unis       | Jon Erikson      | 1            |
| Hommes (triple traversée)    | Nouvelle-Zélande | Philip Rush      | 1            |
| Femmes                       | Australie        | Chloe McCardel   | 44           |
| Femmes (double traversée)    | Canada           | Cynthia Nicholas | 5            |
| Femmes (triple traversée)    | Royaume-Uni      | Alison Streeter  | 1            |
| Femmes (triple traversée)    | Australie        | Chloe McCardel   | 1            |
| Femmes (quadruple traversée) | États-Unis       | Sarah Thomas     | 1            |

| Catégorie | Pays           | Nageur/euse          | Âge                 | Date             |
| --------- | -------------- | -------------------- | ------------------- | ---------------- |
| Hommes    | Afrique du Sud | Otto Thaning,        | 73 ans et 177 jours | 6 septembre 2014 |
| Femmes    | États-Unis     | Pat Gallant-Charette | 66 ans et 168 jours | 17 juin 2017     |

| Catégorie | Pays        | Nageur/euse    | Âge                 | Année |
| --------- | ----------- | -------------- | ------------------- | ----- |
| Hommes    | Royaume-Uni | Thomas Gregory | 11 ans et 330 jours | 1988  |
| Femmes    | Royaume-Uni | Samantha Druce | 12 ans et 188 jours | 1983  |

Ces deux records ne seront jamais battus à la suite de la décision du CSA d'interdire la traversée à tout mineur de moins de 12 ans quelques semaines après le record de Thomas Gregory en 1988. En novembre 2000, l'interdiction est même portée à tout mineur de moins de 16 ans.

## Statistiques
- Il y a eu au total 4 133 traversées avec 1 881 nageurs ou nageuses en solitaire (combinant 2 428 traversées)[26] ;
- 63,0 % sont des hommes et 37,0 % des femmes ;
- L'âge moyen d'un nageur ou d'une nageuse en solitaire est de 35 ans et 134 jours, âge calculé sur 917 traversées représentant 39 % des toutes les traversées en solitaire ;
- L'âge moyen d'un nageur ou d'une nageuse en relais est de 34 ans et 299 jours ;
- 32 % des nageurs et nageuses en solitaire sont originaires du Royaume-Uni, 17 % des États-Unis et 9 % d'Australie ;
- Le temps moyen de la traversée en solitaire est de 13 heures, 32 minutes et 27 secondes ;
- Le temps moyen de la traversée en relais est de 12 heures, 45 minutes et 2 secondes ;
- Le jour ayant le plus de traversées réussies est le 22 août avec 66 traversées.

## Médias et supports

### Cinéma ou télévision
- 2009 : Welcome ;
- 2013 :  Nager pour vivre (Die Frau, die sich traut) ;
- 2019 :  Two Way, Don Quichotte de la Manche[27] ; la traversée de la Manche par Arnaud Chassery
- 2024 : Face à la mer : l'histoire de Trudy Ederle (Young Woman and the Sea).
- 2025 : Sally Bauer, à contre-courant, film de Frida Kempff (en)[28]

### Livres
- 2013 : À contre-courant, traverser la Manche à la nage à la conquête de ses rêves [29]; par Arnaud Chassery
- 2018 : A Boy in the Water[30].

#### Vidéographie
- Archive INA de 1951